# 白尾恒吉
白尾 恒吉（しらお　つねきち、1924年 - 2017年2月21日）は、日本の数学者、都留文科大学名誉教授。
名古屋大学理学部卒業。理学博士。名古屋大学教養部教授、東京都立大学 (1949-2011)理学部教授、青山学院大学理工学部教授などを歴任。1990年都留文科大学学長、1996年退任、同大学名誉教授。2017年死去。2001年、勲三等旭日中綬章受章。叙従四位。

## 主要著作
- 確率―精解演習 　数学精解演習シリーズ　広川書店　1966
- 確率・統計 理工系基礎の数学〈10〉　朝倉書店　1079
- 確率―精解演習  数学精解演習シリーズ 朝倉書店　1979

## 参考資料
- http://www.lib.city.tsuru.yamanashi.jp/contents/archives/archives01/pdf/1990/90-0510.pdf
- http://kaken.nii.ac.jp/d/r/50087011